# Mompeo
Mompeo è un comune italiano di 516 abitanti della provincia di Rieti nel Lazio.

## Geografia fisica

### Territorio
Mompeo sorge a 457 metri di altitudine sul livello del mare, sulle propaggini meridionali dei monti Sabini.
Il fiume Farfa scorre nel territorio comunale.

## Storia
Il territorio di Mompeo era in antichità abitato certamente dai Sabini, collegati con la città di Curi (Cures), che doveva sorgere nei pressi di Corese Terra. Poi attraverso varie vicende i Sabini si fusero coi Romani formando un unico popolo.
Anche sulle colline di Mompeo, relativamente vicine all'Urbe e già ben note, sorsero con il tempo le dimore campestri di Romani abbienti. Gli avanzi dei monumenti che ancora si vedono testimoniano l'antica esistenza di ville più o meno importanti delle quali non altro resta se non quella parte cui i Romani annettevano la maggiore importanza, cioè le conserve d'acqua, gli acquedotti e i locali da bagno.
A chi appartenessero queste ville è oscuro. Una vecchia tradizione vuole che qui Fabio Massimo (275-203 a.C.) “cunctando restituit rem”, avesse una villa, cui si riconnetterebbe il vocabolo “Massaccio” ancora conservato da alcuni terreni di Mompeo e alla quale alluderebbe, secondo il Sestili, Cicerone là ove dice “Villa Fabii Maximi in agro sabino”. Veramente questa ipotesi non è avvalorata da prove.
L'antica credenza, poi, che nel comune di Mompeo, in località Palombara, sorgesse la villa di Gneo Pompeo ha prove molto più sicure, tra le quali principale quella di natura linguistico fonetica. Del resto valore probatorio ha l'interpretazione fatta dal Barbiellini-Amidei delle lettere "P.L." che figurano nella lapide che il Marocco vide sulla facciata nord della grande tomba della Palombara.
Non senza ragione però i Romani illustri scelsero a loro dimora questa parte della Sabina. Oltre la vicinanza di Roma, il clima salubre, il suolo fertile, le acque abbondanti, parlava loro il ricordo di un'antichissima città sabina, la quale dopo la vicina Curi era la più viva e palpitante alla loro memoria: era il ricordo dell'antica Regillo, la patria di Atto Clauso (310 a.C. “per i Romani Appio Claudio”) per la cui venuta a Roma “Claudia nunc diffunditur et tribus et gens per Latium, postquam in partem data Roma sabinis”.
È tradizione che nel territorio di Mompeo sorgesse l'antica città di Regillo e infatti la principale via del paese era denominata Corso Regillo. Ora porta questo nome la piazza dinanzi alla chiesa e la circonvallazione.
Dopo l'età imperiale, si rinvengono notizie di Mompeo nell'817 dal Regesto Farfense, dove si parla del Fundum Pompeianum quale territorio di pertinenza dell'abbazia benedettina, confermato in una nota dell'825, e nell'840 in un diploma dell'imperatore Lotario. Di lì a poco, nell'875, l'abate Giovanni conferisce l'investitura feudale dei suoi domini a un tale Francone, che fa edificare la sua fortezza su un colle, cioè l'attuale zona del centro storico. Dalla metà del X secolo, dopo le invasioni saracene che avevano sconvolto anche la terra sabina, fino alla distruzione dell'abbazia di Farfa, si sa che il feudo di Mompeo passò ai fratelli Gaderisio e Ottaviano di Buza.
Nel XII secolo divenne signore feudatario di Mompeo Simeotto Orsini, capostipite di una lunga dinastia che diede lustro e prestigio a questa terra per cinque secoli. Il feudo rimase in possesso degli Orsini almeno fino al 1559, quando gli abitanti restaurano la chiesa parrocchiale dedicata alla natività durante la signoria di Alessandro e Virginia Orsini.
Mompeo, eretto in marchesato, fu poi venduto ai marchesi Capponi di Firenze, che a loro volta lo cedettero, il 15 maggio del 1646, alla nobile famiglia romana dei Naro, che lo possedette fino agli inizi dell'Ottocento. Sotto i Naro furono edificati e valorizzati i complessi monumentali più importanti che oggi possiamo ammirare. La vecchia fortezza degli Orsini venne quasi del tutto ristrutturata e soltanto due torri rimasero indenni. Al suo posto venne edificato un palazzo baronale di notevole rilevanza dal punto di vista monumentale, circondato da giardini, fontane e attraversato da viali del quale esiste una descrizione del Piazza che lo paragona al castello incantato di Armida. Nello stesso periodo il marchese Naro fece costruire una maestosa porta d'accesso in travertino, ristrutturando e riorganizzando urbanisticamente l'abitato, le cui vie furono lastricate e articolate al servizio del nuovo palazzo baronale che divenne il polo unico e unificatore di Mompeo.
Nel 1663 fu riedificata completamente la chiesa parrocchiale, nella quale fu costruita una cappella gentilizia. Anche il figlio Fabrizio proseguì l'opera paterna, abbellendo la nuova chiesa. L'attività di Fabrizio e di Bernardino Naro, amici di papa Urbano VIII, contribuì al progresso civile e culturale della comunità di Mompeo. A testimoniare il profondo legame affettivo che univa Fabrizio e Bernardino Naro a Mompeo, vi è anche il fatto che entrambi vollero che il loro cuore fosse sepolto nella cappella gentilizia della chiesa parrocchiale di Mompeo. Le rispettive tombe invece si trovano nella cappella gentilizia di famiglia nella basilica di Santa Maria sopra Minerva in Roma. Dopo questo periodo di particolare splendore, si ricorda ancora la famiglia Naro fino alla metà del XVIII secolo, cui fecero seguito fino al Novecento, quali proprietari del palazzo baronale, i Patrizi, i Luciani, i Ciufici, nonché i Baranello e i Di Salvo. Dal 1995 il palazzo baronale è proprietà del Comune di Mompeo.

### Simboli
Lo stemma e il gonfalone del comune di Mompeo sono stati concessi con decreto del presidente della Repubblica del 19 dicembre 1989.
Il gonfalone è un drappo partito di bianco e di rosso.

## Monumenti e luoghi d'interesse

### Siti archeologici
Tuttavia non solo la tradizione rievoca gli antichi fasti della civiltà romana: in questa ridente zona della Vallata del Farfa sono ancora evidenti numerose testimonianze di siti archeologici di notevole interesse, tra cui spiccano monumenti funerari, resti di ville ed il caratteristico ponte sul Farfa. I ruderi, le conserve d'acqua, le tre tombe a torre, testimoniano che nella zona esistevano ville e insediamenti Romani databili in epoca imperiale, nel sec. II d.C. Tali costruzioni costeggiano la via che univa Roma a Rieti.
Il ritrovamento di un cippo miliare, nel 1956 nel terreno voc. Campo, ha confermato l'esistenza di una via romana tagliata nella viva roccia, lastricata allo stesso modo delle altre grandi consolari ed è certo che la Via si innestava nella Salaria a Passo Corese e inerpicandosi sulle colline raggiungeva la vallata dove ora sorge l'Abbazia di Farfa. Sorpassato il torrente del Farfa, prima toccava le “Ferriere” e “Valle Basselli” si inerpicava sino alla “Passerignola” raggiungeva le valli e dopo aver superato la collina di Mompeo sboccava nella Palombara per poi inerpicarsi nuovamente verso i “Campi”, “Maialino”, Monte S.Giovanni, per giungere a Rieti. Non conosciamo il nome della Via, ma era di certo usata principalmente per rifornire di sale i Centri della Sabina.

#### Pietra miliare
Essa è realizzata in pietra locale, alta 1,75 m e la sua circonferenza massima è di 2,10 m. Fu posta dall'imperatore Augusto negli anni dal 13 al 16 a.C. Secondo la lettura data dal prof. Jacopi, l'iscrizione nel cippo potrebbe leggersi: IMP(erator) CAESAR DIVI F(ilius) AUGUSTUS CO(n)S(sul) XI TRIBUN(iciae) POTEST(atis) VI EX S(enatus) C(onsulto) XXXV, in traduzione italiana: "Augusto Cesare imperatore, figlio del Divo [Giulio Cesare], nell'anno XI del consolato, nell'anno VI della potestà tribunicia per decreto del Senato 35º miglio da Roma (circa 51,75 km)".

### Aree naturali
Tra le principali attrazioni della città ci sono Monumento Naturale "Le gole del Farfa".

## Società

### Evoluzione demografica
Abitanti censiti

### Tradizioni e folclore
Nel contesto delle tradizioni popolari di Mompeo, buona parte è costituita da manifestazioni di religiosità popolare, feste patronali, che conservano ancora oggi un fascino particolare e accompagnano con musiche, canti, colori, gli appuntamenti che annualmente si ripetono e che rendono particolarmente suggestivo il centro storico; nell'ordine ricordiamo:
- 17 gennaio: Festa di Sant'Antonio Abate
- Ultimo sabato di maggio: Festa di Santa di Rita e Maria Ss.ma
- Ultima domenica di agosto: Festa di San Vincenzo Ferreri
- 1º settembre: Festa di S. Egidio Abate, Patrono della Città
- 8 settembre: Festa della Madonna Immacolata
- Prima domenica di ottobre: Festa della Madonna del Rosario
- 22 novembre: Festa di Santa Cecilia

## Cultura

### Eventi
Nella stagione estiva, Festival internazionale del Corto in Sabina nei mesi di luglio.

## Infrastrutture e trasporti

### Strade
Ai piedi della collina dove sorge Mompeo scorre la strada provinciale 46 (Via Tancia), che lo collega a Poggio Mirteto e al capoluogo Rieti, nonché ai vicini centri di Montenero, Salisano e Bocchignano. Il paese è collegato alla Via Tancia da una breve diramazione di circa due chilometri (la SP46/c).

### Ferrovie
Mompeo non è servito da alcuna stazione ferroviaria; la stazione più vicina è quella di Poggio Mirteto, servita dai treni del servizio regionale FL1, che dista 19 km. Avrebbe dovuto servirlo più direttamente la ferrovia Rieti-Roma, mai costruita.

### Mobilità extra urbana
Mompeo è servito dalle Autolinee Cotral.

## Amministrazione
Fino al 1870 Mompeo fu territorio dello Stato Pontificio, Provincia della Sabina, Distretto di Poggio Mirteto; durante il Regno d'Italia fu aggregato alla provincia di Perugia, Circondario di Rieti, fino a diventare nel 1927 Comune della nuova Provincia di Rieti.
Durante la parentesi del dominio francese il comune fu ascritto dapprima al dipartimento del Clitunno, cantone di Poggio Mirteto (1798-1799) per passare poi al dipartimento di Roma, circondario di Rieti, cantone di Poggio Mirteto, come comunità dipendente da Salisano (1810-1814).
Con la Restaurazione e la riforma del 1816 Mompeo tornò inizialmente luogo baronale dei Patrizi, ma già 1817 divenne governo di secondo ordine dipendente dal governo di Fara, delegazione di Rieti e distretto di Poggio Mirteto, con le comunità appodiate di Casaprota e Salisano.
Nel riparto territoriale del 1827 Mompeo risulta comunità dipendente dalla podesteria di Salisano, mentre in quello del 1831, è di nuovo ente autonomo nell'ambito del distretto di Fara. Dopo l'annessione al Regno d'Italia, avvenuta nel 1860, il comune entrò a far parte della provincia di Perugia, dal 1923 appartenne alla provincia di Roma finché nel 1927 fu incluso nella neoistituita provincia di Rieti.
| Periodo | Periodo   | Primo Cittadino     | Partito                               | Carica  | Note       |
| ------- | --------- | ------------------- | ------------------------------------- | ------- | ---------- |
| 1995    | 1999      | Francesco Valentini | Lista civica                          | sindaco |            |
| 1999    | 2004      | Francesco Valentini | Lista civica                          | sindaco | 2º mandato |
| 2004    | 2009      | Mauro Moretti       | Lista civica                          | sindaco |            |
| 2009    | 2014      | Mauro Moretti       | Lista civica                          | sindaco | 2º mandato |
| 2014    | 2019      | Silvana Forniti     | Lista civica Partecipazione e Impegno | sindaco |            |
| 2019    | 2024      | Michela Cortegiani  | Lista civica Vivi Mompeo              | sindaco |            |
| 2024    | in carica | Michela Cortegiani  | Lista civica Vivi Mompeo              | sindaco | 2º mandato |

### Altre informazioni amministrative
- Fa parte della Comunità montana "Sabina"
- Fa pare dell'Associazione nazionale città dell'olio.